# Letschin
Letschin es un municipio situado en el distrito de Märkisch-Oderland, en el estado federado de Brandeburgo (Alemania), a una altitud de 8 metros. Su población a finales de 2016 era de 4000 habs. y su densidad poblacional, 30 hab/km².